# Den botfärdiga Magdalena (Tizian)
Den botfärdiga Magdalena är en oljemålning av den italienske renässanskonstnären Tizian som finns i flera versioner. Den första målades  1531–1535 och är idag utställd på Palazzo Pitti i Florens. Han upprepade motivet åtminstone sex gånger med vissa variationer vad gäller bakgrund, kläder och attribut. 
Maria från Magdala, eller Maria Magdalena, beskrivs i Nya testamentet som en viktig ledargestalt i den tidiga kristna rörelsen. Hon förknippas ofta med den i Lukasevangeliet (7:36–50) namnlösa synderska som i fariséen Simons hus kom till Jesus med en flaska balsam, "vätte hans fötter med sina tårar och torkade dem med sitt hår, och hon kysste hans fötter och smorde dem med sin balsam". Maria Magdalenas botgörelse var ett populärt tema i det italienska måleriet under den katolska motreformationen. Den tidigare synderskan symboliserade frälsning genom biktens sakrament. Ångerfull över sitt syndiga leverne blickar helgonet upp mot himlen. Den verklighetstrogna framställningen av hennes tårdränkta ansikte förstärker bilden av andlig förvandling. 
Maria från Magdalenas helgonattribut var ett smörjelsekärl / burk med balsam, vilken Tizian avbildade ned till vänster i bilden. Hon avbildades också ofta med en dödskalle, en symbol för livets förgänglighet. Dödskallen finns återgiven i flera av Tizian Magdalenamålningar. På dödskallen är den heliga skriften placerad. Attributen symboliserar hennes botgörelse.  

## Olika versioner
| Bild | Attribueras              | Samling                                                     | Plats                      | Storlek      | År           | Typ         |
| ---- | ------------------------ | ----------------------------------------------------------- | -------------------------- | ------------ | ------------ | ----------- |
|      | Tizian                   | Palazzo Pitti                                               | Florens, Italien           | 85,8 x 69,5  | 1531–1535    | Olja på duk |
|      | Tizian                   | Museo di Capodimonte                                        | Neapel, Italien            | 128 x 103    | 1550 (cirka) | Olja på duk |
|      | Tizian                   | Eremitaget (förvärvad 1850)                                 | Sankt Petersburg, Ryssland | 119 x 97     | 1565 (cirka) | Olja på duk |
|      | Tizian                   | Getty Center (förvärvad 1955)                               | Los Angeles, USA           | 108,3 × 94,3 | 1555–1565    | Olja på duk |
|      | Tizian och hans verkstad | Staatsgalerie (förvärvad 1852)                              | Stuttgart, Tyskland        | 114 x 99     | 1565 (cirka) | Olja på duk |
|      | Tizian                   | Residenset i Würzburg                                       | Würzburg, Tyskland         | 125,5 x 93,4 | ej daterad   | Olja på duk |
|      | Tizian                   | Privat ägo (såld av Sothebys för 4,52 miljoner dollar 2008) |                            | 110,5 x 78,5 | 1575         | Olja på duk |